# Catherine de Zegher

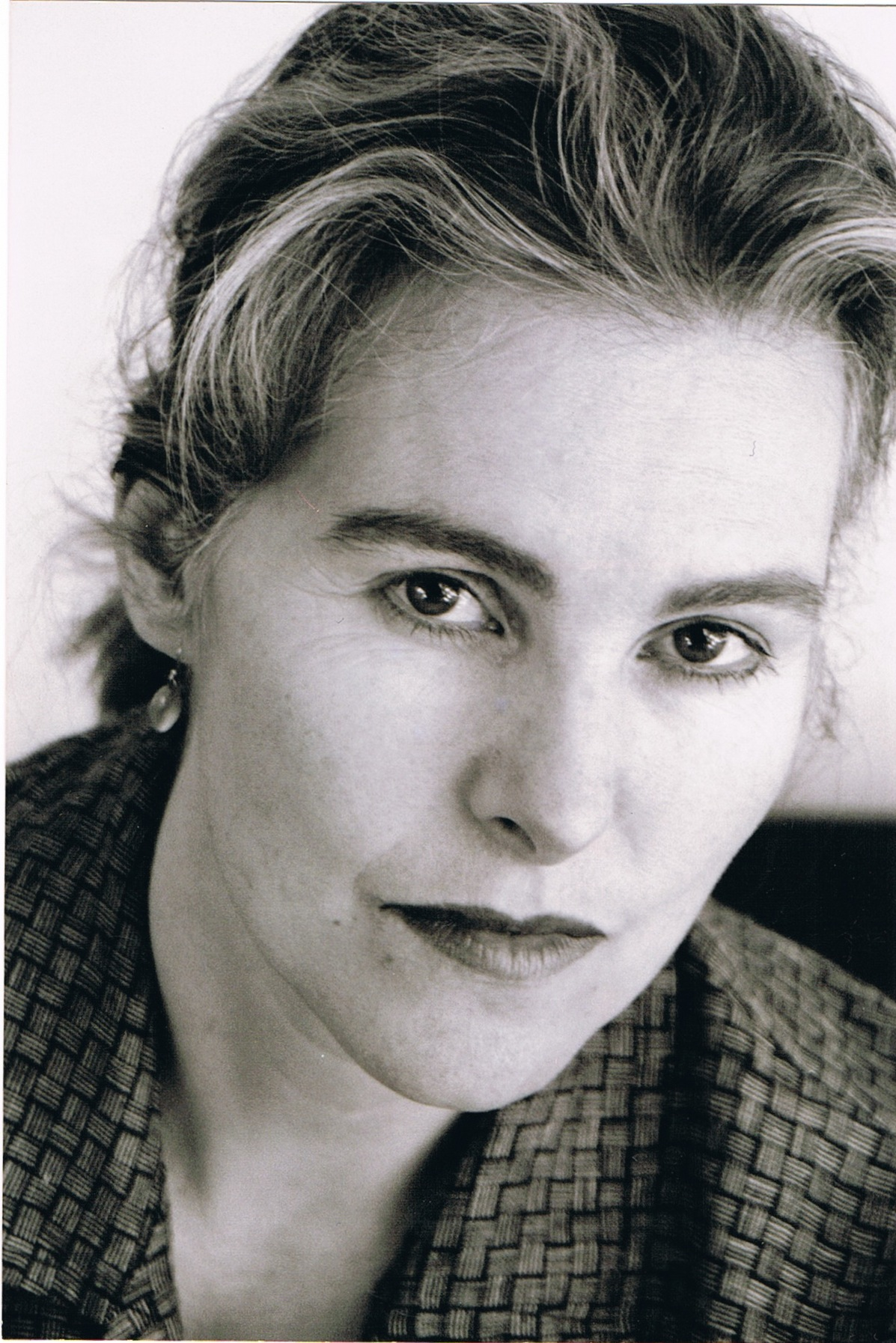
Catherine de Zegher

Catherine de Zegher (* 1955 in Groningen) ist eine belgische Kunsthistorikerin, Kuratorin und Kunstkritikerin.

## Leben und Werk
Catherine de Zegher studierte Archäologie und Kunstgeschichte an der Universität Gent. Sie arbeitete von 1982 bis 1987 für die Provinz West-Vlaanderen in der Abteilung Kunstpatrimonium in Brugge. Von 1986 bis 2004 war Catherine de Zegher Mitglied der Koninklijke Commissie voor Monumenten en Landschappen.
Als Mitbegründerin und Direktorin (1988 bis 1998) der Kanaal Art Foundation in Kortrijk, Belgien kuratierte sie die Ausstellung „Inside the Visible“. Catherine de Zegher war von 1999 bis 2006 Direktor des Drawing Center in New York. Von 2007 bis 2009 leitete Zegher als künstlerische Direktorin die Art Gallery of Ontario in Toronto. De Zegher war 2012 zusammen mit Gerald McMaster Leiter der 18. Biennale of Sydney, Australien und 2013 Kuratorin für den australischen Pavillon auf der 55. Biennale di Venezia und der 5. Moskau Biennale.
Vom 1. November 2013 bis Anfang 2019 war sie Direktorin des Museum voor Schone Kunsten (Gent). Bereits im März 2018 wurde sie nach einem Skandal um eine Gemäldeausstellung mit Werken der russischen Avantgarde ungeklärter Provenienz vom Dienst suspendiert und kommissarisch von Cathérine Verleysen abgelöst. Im Februar 2019 wurde sie mit sofortiger Wirkung abberufen und in eine leitende Position im Kultur- und Freizeitamt der Stadt Gent versetzt.

## Kuratorin/Herausgeberin/Autorin
- Mona Hatoum: Beyond the Violence Vortex into the Beauty Vortex (2011)
- Anne Teresa De Keersmaeker: Violin Phase (2010)
- Bracha Ettinger: Art as Compassion (2009)
- Cristina Iglesias: Deep Fountain (2008)
- Julie Mehretu: Drawings (2007)
- Freeing the Line (2007)
- Eva Hesse: Drawing (2006)
- Joëlle Tuerlinckx: Drawing Inventory (2006)
- Persistent Vestiges: Drawing from the American Vietnam War (2005)
- 3 × Abstraction: New Methods of Drawing by Hilma af Klint, Emma Kunz, and Agnes Martin (2005)
- Richard Tuttle: It’s a Room for 3 People (2005)
- Giuseppe Penone: The Imprint of Drawing (2004)
- The Stage of Drawing: Gesture and Act. Selected from the Tate Collection (2003)
- Anna Maria Maiolino: A Life Line/Vida Afora (2002)
- Untitled Passages by Henri Michaux (2000)
- The Prinzhorn Collection: Traces upon the Wunderblock (2000)
- Martha Rosler: Positions in the Life World (1998)[7]

## Auszeichnungen
Die Association Internationale des Critiques d’Art (AICA) und die Association of Art Museum Curators (AAMC) zeichnete Catherine de Zegher mit mehreren Preisen für ihre Arbeit aus.